# Brahman Naman
Brahman Aman is een Brits-Indische film uit 2016, geregisseerd door Qaushiq Mukherjee. De film ging in wereldpremière op 24 januari op het Sundance Film Festival in de World Cinema Dramatic Competition.

## Verhaal
Bangalore tijdens de jaren 1980 en het leven is niet eenvoudig voor de tiener Naman, nog steeds maagd en bovendien een quiznerd. Naman leidt zijn hopeloze nerdvrienden naar Calcutta voor een belangrijke schoolquiz. Het trio is jong en slim en niet alleen vastbesloten om de quiz te winnen maar net zo vastbesloten om hun maagdelijkheid te verliezen tijdens het gebeuren.

## Rolverdeling
| Acteur            | Personage |
| ----------------- | --------- |
| Shashank Arora    | Naman     |
| Tanmay Dhanania   | Ajay      |
| Chaitanya Varad   | Ramu      |
| Vaiswath Shankar  | Randy     |
| Sindhu Sreenivasa |           |
| Sid Mallya        | Ronnie    |